# Skępe (stacja wąskotorowa)
Skępe – dawna wąskotorowa stacja kolejowa w Skępem, w województwie kujawsko-pomorskim, w Polsce.